# Athlete (гурт)
«Athlete» — британський інді-рок гурт.

## Історія
Лондонська команда Athlete, що складається з друзів дитинства Кері Уїллетса (Carey Willets), Джоела Потта (Joel Pott), Стіва Робертса (Steve Roberts) і Тіма Уонстолла (Tim Wanstall), з'явилася на зорі нового тисячоліття, як нова група експериментального інді-року. Перший рік свого існування Athlete провели в записі свого першого EP. Athlete почали свою кар'єру з підкорення англійського Тор 40 - сингли "El Salvador" і "You Got the Style" швидко знайшли свого слухача, а також давали можливість судити про власний стиль команди. А сингл «Westside» був названий записом тижня на ВВС Radio 1.

### Vehicles and Animals(2002-2003)
Підписавши контракт з Regal Recordings, гурт презентує свій перший сингл у лютому 2002 року. 2003-го гурт стає відомим широкому загалу із виходом альбому Vehicles and Animals, що містив такі сингли як "You Got the Style" and "El Salvador". Альбом отримує перемогу у номінації Mercury Music Prize та розходиться накладом понад 250000 копій. Гурт здійснив свій перший виступ наживо на британському радіо у шоу Dermot O'Leary Show на BBC Radio 2.

### Tourist(2004-2006)
Їх друга платівка Tourist посіла Number One в UK Album Charts вже першого тижня після великого успіху синглу "Wires". Трек отримав визнання після того, як новонарождене немовля лідера гурту проходило курс інтенційної терапії, внаслідок передчасних пологів його дружини. 2006-го пісня отримує Ivor Novello Award в номінації "Best Contemporary Song". У британських чартах гурт з'являється лиш час від часу, внаслідок непослідовної підтримки каналами телебачення та радіостанціями. Так, наприклад, пісні "Wires" та "Half Light" звучали на провідних радіохвилях країни до десяти раз на день, натомість композиції "Westside" and "Tourist" - жодного.

### Beyond the Neighbourhood(2007-2008)
10 червня команда оголошує назву свого третього студійного альбому Beyond the Neighbourhood. Реліз платівки відбувся 3 вересня 2007 року. Beyond the Neighbourhood виявився збіркою стриманих треків, що з одного виявляли зацікавленість до одного та стриманість до іншого. Альбом потрапив на п'яту сходинку британського чарту. Сингли, що містили "Hurricane" (алюзію на Beach Boys) дотягли до невтішного 30 місця, до того ж "Tokyo", що не потрапило у Top 100 (198 місце) та "The Outsiders EP", що не потрапило до чарту взагалі. Наприкінці 2007-го року, Athlete відправляються у тур Великою Британією на підтримку альбому. Вони також беруть участь у TT motorcycle racing festival, що відбувався на острові Мен.

### Black Swan(2009 - досьогодні)
29 квітня 2009 року гурт оголошує датою початку туру Великою Британією на підтримку четвертої платівки, що отримала назву Black Swan. 2 червня 2009 стає відомо, що гурт розриває контракт з Parlophone records та підписав новий із Fiction Records, що 24 серпня випускає у світ їх четвертий студійник. Перший сингл з нової плити "Superhuman Touch" з'явився у чартах 17 серпня та посів 74 місце, наступного тижня він був вже 71. 12 червня Athlete гурт презентує "Summer Sun", що була доступна для вільного скачування. Пісня не входила в трек-лист, який формував учасник команди Кері Уіллетс, та, імовірно, розглядалась як бісайд з наступного альбому. Нещодавно Athlete уклали контракт із Original Signal Recordings для релізу Black Swan в США. Першою презентованою піснею в Америці була "The Getaway". 9 листопада 2009 року відбувся реліз "Black Swan Song", пісні про смерть діда Джоела Потта, Джона Потта.

## Дискографія
- Vehicles and Animals (7 квітня 2003) #19 UK
- Tourist (31 січня 2005) #1 UK
- Beyond the Neighbourhood  (3 вересня 2007) #5 UK
- Black Swan (24 серпня 2009) #18 UK